# Éliane Gauthier
Pour les articles homonymes, voir Gauthier.
Éliane Gauthier est une comédienne et fantaisiste française, née le 20 mars 1937 à Aix-la-Chapelle, et morte le 29 septembre 2019 en son domicile de Paris 8e.

## Biographie
De 1974 à 1982, Éliane Gauthier est surtout connue pour avoir endossé le rôle de Julie, la marchande de bonbons, dans L'Île aux enfants et pour avoir été la voix de l'ordinateur Ding-ding dans Le Village dans les nuages.
Elle enregistre deux 45T pour L'Île aux enfants : La Chanson de Julie et La Recette de la sagesse (1979).
Elle se tourne ensuite vers la voyance. Elle a également publié des ouvrages sur les arts divinatoires et sur la psychologie.

## Publications
- Voyance, de la dépendance à la liberté, Éditions Albin Michel, Paris, 1995
- La voyance et votre destin, Éditions Pygmalion, Paris, 1999
- Voyants mode d'emploi, Éditions Buchet Chastel, Paris, 1999
- "J'ai rendez-vous avec moi",Éditions Anne Carrière, Paris, 2002
- Le psychiatre et la voyante, Éditions Almora, Paris, 2006
- La voyance pour les nuls, Éditions First, Paris, 2015